# Thaddeus Stevens

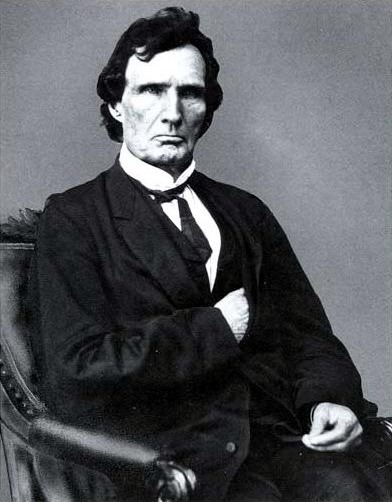
Thaddeus Stevens

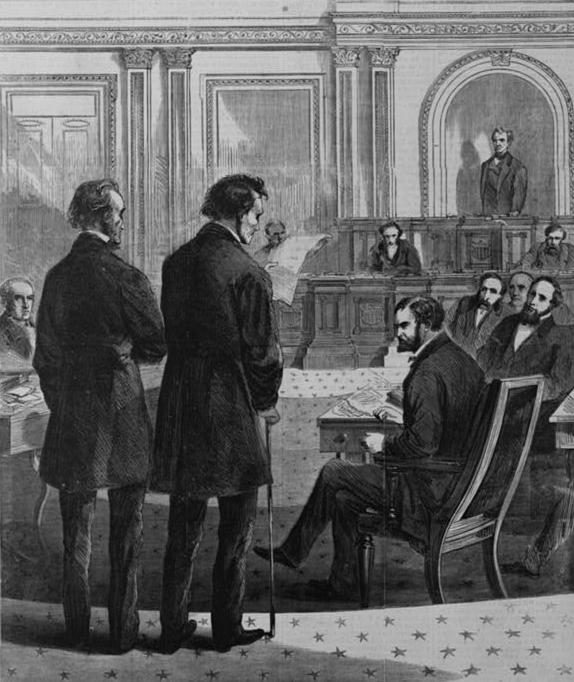
Thaddeus Stevens

Thaddeus Stevens (Danville, Vermont; 4 de abril de 1792-Washington D.C, 11 de agosto de 1868) fue un político y orador estadounidense. Elegido por Pensilvania, fue uno de los miembros más influyentes de la Cámara de Representantes y uno de los líderes del sector radical del Partido Republicano junto con el senador Charles Sumner durante la Guerra de Secesión y al comienzo de la Reconstrucción. Es considerado como un campeón de la igualdad entre ricos y pobres, negros y blancos, hombres y mujeres. Para algunos (sobre todo hasta los años cincuenta) fue un político rencoroso que buscaba tomarse revancha por sus orígenes plebeyos y por ello fue partidario de las medidas más duras contra el Sur durante la Reconstrucción; para otros (a partir de los años sesenta) fue el líder indiscutible de los derechos civiles en la lucha contra la esclavitud y en asegurar los derechos de los esclavos libertos, y aseguró la escuela pública gratuita en Pensilvania. Por ello es una de las figuras más controvertidas de la historia estadounidense.

## Biografía
El padre de Thaddeus Stevens, un zapatero alcohólico y libertino, desapareció dejando a su mujer, Sally (Morril) Stevens y a sus cuatro hijos en la pobreza más extrema. Esto hizo a Thaddeus, nacido con un pie equinovaro, desarrollar un sólido rencor contra la "aristocracia". Stevens entró en la Universidad de Dartmouth en 1811 para estudiar Derecho y, tras pasar también por la Universidad de Vermont, se graduó en Pensilvania en 1814 habiendo reforzado su rencor contra los poderosos al haber visto rechazada su candidatura a la fraternidad universitaria Phi Beta Kappa. Entonces se trasladó a York, Pensilvania, donde trabajó como profesor y siguió estudiando. Tras ser admitido para hacer prácticas primero en Gettysburg (1816) y luego en Lancaster (1842) se convirtió en un abogado poderoso e influyente y contrató para su bufete a varios abogados jóvenes más, entre ellos Edward McPherson, discípulo y más tarde seguidor ardiente en el Congreso.
Nunca se casó y vivió con dos sobrinos adultos y una joven ama de llaves mulata, Lydia Hamilton. Perteneció sucesivamente al Partido Federalista, al Partido Antimasónico (por el que fue elegido en 1833) y al Partido Whig antes de adherirse definitivamente al Partido Republicano de los Estados Unidos. Introdujo leyes para frenar las sociedades secretas, aportar más fondos a las universidades de Pensilvania y limitar constitucionalmente la deuda estatal. Se negó a firmar la nueva constitución de 1838 porque no daba derecho de voto a los ciudadanos negros y salió en defensa de una nueva ley estatal aprobada el 1 de abril de 1834 para costear gratuitamente la educación pública, ley que miembros recién elegidos del Senado del Estado de Pensilvania intentaron derogar mientras que la Cámara de Diputados trató de conservarla. Aunque Stevens había sido reelegido con instrucciones para favorecer la derogación, en un gran discurso defendió la educación pública gratuita y persuadió a la Asamblea de Pensilvania para votar por 2-1 en favor del mantenimiento de esta nueva ley. Se consagró con energía a combatir el poder de los esclavistas, que consideraba como dañoso a la libertad.
En 1848, cuando era miembro del partido Whig, fue elegido a la Cámara de Representantes y se distinguió por su compromiso en la defensa de las minorías y los oprimidos: los indios, los adventistas, los mormones, los judíos, los chinos, las mujeres, los esclavos fugitivos. Ayudó a estos últimos a huir a Canadá tomando el llamado ferrocarril subterráneo y en una de sus viviendas, en Lancaster, se descubrió una "estación" de dicho tren. Durante la Guerra de Secesión se convirtió en uno de los políticos más influyentes de la Cámara. Desde diciembre de 1861, quiso utilizar la emancipación de los esclavos como arma para debilitar al Sur. Llamó a la guerra total el 22 de enero de 1862. También luchó contra los negocios realizados por los banqueros durante la guerra abogando por el control estatal de la masa monetaria en circulación. Stevens era el indiscutible líder de los republicanos radicales y obtuvo el control total del Congreso tras las elecciones de 1866, que marcaron en gran medida el curso de la Reconstrucción. Quiso empezar a reconstruir el Sur por medio del ejército para forzarlo a reconocer la igualdad de los libertos y, cuando el presidente Andrew Johnson se resistió, Stevens propuso y aprobó la resolución para que fuera destituido en 1868, y murió poco tiempo después de haberlo logrado en ese mismo año. Dedicó sus enormes energías al Congreso de 1849 a 1853 y, luego, de 1859 hasta su muerte en 1868.

## Filmografía
| Película | Actor           | Año  |
| -------- | --------------- | ---- |
| Lincoln  | Tommy Lee Jones | 2012 |